# Axel Rydin (ämbetsman)
Lars Axel Vilhelm Rydin, född den 22 januari 1865 i Halmstad, död den 11 oktober 1935 i Stockholm, var en svensk ämbetsman.
Rydin avlade studentexamen i Stockholm 1884 och utexaminerad från Tekniska högskolan 1889. Han blev 1891 assistent vid telegrafverket, där han 1902 avancerade till byråchef, och utnämndes 1909 till regeringsråd, vilket han förblev till 1934. Han var ledamot av post- och telegrafkommittén (1900), fälttelegrafkommittén (1904), telegrafkommittén (1906) och expropriationslagstiftningskommittén (1908) samt ordförande i kommittéerna angående telegrafverkets pensionsanstalt (1905 och 1907) och i direktionen över densamma (1905–1909). Synnerligen stor förtjänst inlade han som ordförande i Statens byggnadsbyrå (från 1917). Han blev kommendör med stora korset av Nordstjärneorden 1919.